# 중강
중강(中康)은 하나라의 4대 군주이자 계의 차남이다.
형인 태강이 돌아오지 않았기 때문에 즉위했다. 일각에서는 중강 자신이 대신들과 규합하여 태강을 쫓아버렸다고 해석하기도 한다.
재위 중에 천문관인 희씨와 화씨가 주색에 빠져 직무인 천문을 소홀히 하였고 책력을 어지럽혔으므로 윤(인물 혹은 나라 이름)이 이들을 공격하였다.

## 같이 보기
- 중국의 군주 목록